# Calosoma macrum
Calosoma macrum är en skalbaggsart som beskrevs av Leconte 1853. Calosoma macrum ingår i släktet Calosoma och familjen jordlöpare. Inga underarter finns listade i Catalogue of Life.